# Мокеле-мбембе

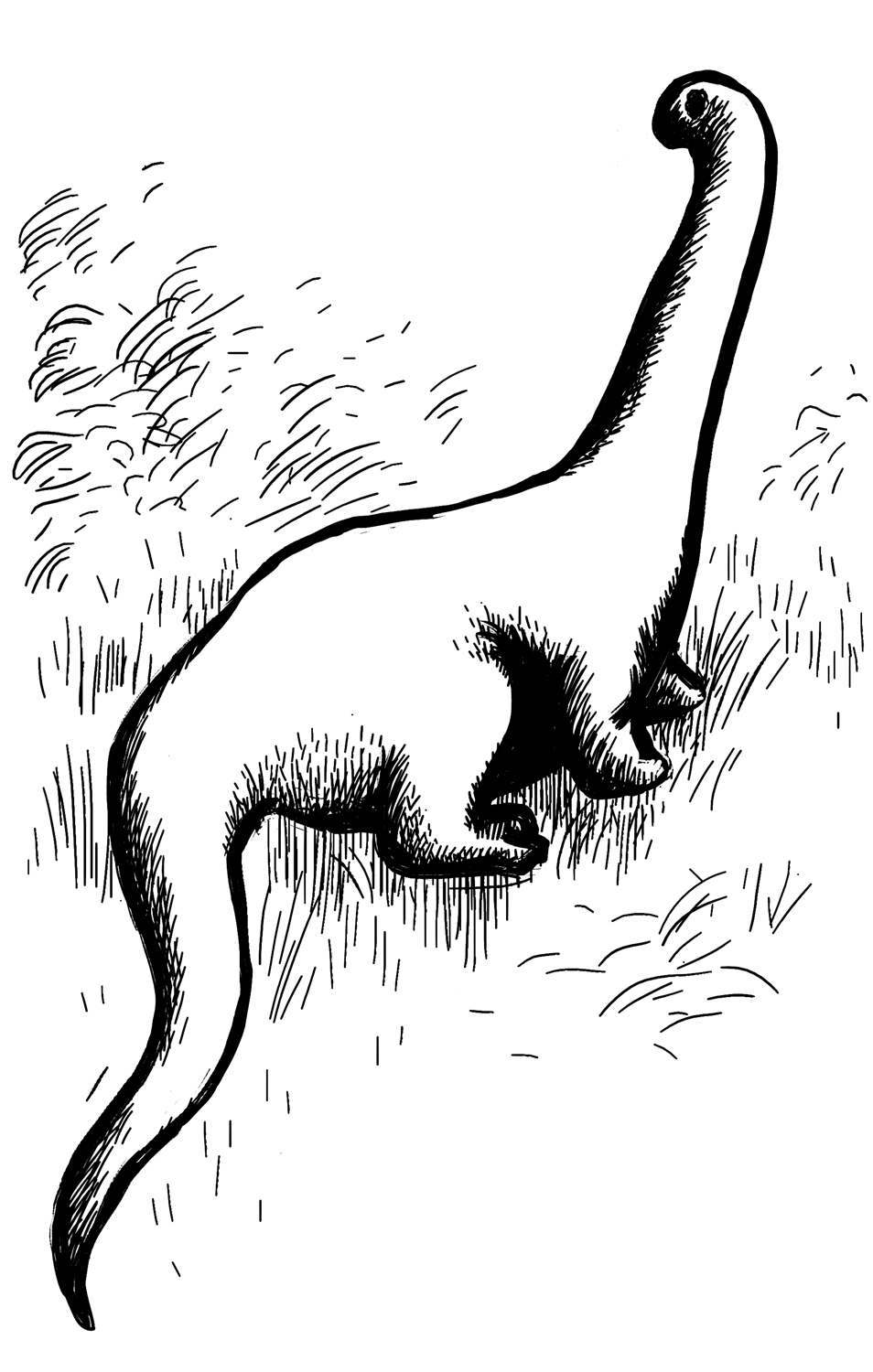
Современная фантазия на тему мокеле-мбембе

Мокеле-мбембе (с языка лингала это переводится как «тот, кто останавливает течение рек») — название криптозоологического обитающего в воде существа, упоминания о котором часто встречаются в фольклоре и преданиях народов бассейна реки Конго в Африке. Описания его внешнего вида во многом напоминают Лох-несское чудовище из западных легенд, но также напоминают представления о внешнем облике динозавров-завропод.
Было проведено несколько экспедиций[каких?], чтобы доказать реальность существования мокеле-мбембе, однако ни одна из них не завершилась успехом. Об этих поисках было написано несколько книг и сняты документальные телевизионные фильмы. Мокеле-мбембе и связанные с ним фольклорные истории также фигурировали в некоторых художественных произведениях и массовой культуре.
Вопреки мнению сторонников существования мокеле-мбембе, академические исследования показывают, что среди африканских позвоночных реликты мезозойской эры отсутствуют. По мнению палеонтолога Даррена Нэйша, версия, согласно которой мокеле-мбембе является динозавром, возникла как следствие «диномании» начала XX века, а также из-за недостоверных представлений об Африке, распространённых в то время, по которым она ошибочно считалась континентом с гораздо более древними флорой и фауной. С этим также согласуется тот факт, что криптид описывается в соответствии с ныне устаревшими представлениями о завроподах, считавшихся толстотелыми и толстоногими земноводными животными.

## Описание
Если верить легендам, распространённым в районе бассейна реки Конго, мокеле-мбембе является большим региональным травоядным животным. Говорят, что оно обитает в озере Теле и его окрестностях, предпочитая глубокую воду; также в местном фольклоре упоминается, что оно часто появляется на поворотах реки.
Описания мокеле-мбембе нередко сильно отличаются. Некоторые легенды описывают его как имеющее слоноподобное тело животное с длинной шеей, хвостом и маленькой головой — описание, которое позволило предположить, что существо может быть связано с вымершими завроподами; в других случаях оно описывается как более напоминающее слона, носорога и других известных животных. Как правило, оно описывается как имеющее серо-коричневый цвет. В некоторых местах, таких как деревня Боха, его описывают как дух, а не материальное существо из плоти и крови.
В документальном фильме BBC и Discovery Channel «Конго» (2001) было опрошено несколько членов местного племени, которые определили фотографию носорога как мокеле-мбембе. Ни один из видов африканских носорогов не распространён в бассейне реки Конго, и мокеле-мбембе может быть смесью мифологии и народной памяти от времён, когда носороги обитали в этом районе.

## История поисков
В Африку были предприняты многочисленные экспедиции в поисках мокеле-мбембе. Во время этих экспедиций произошли некоторые наблюдения, которые, как утверждают криптозоологи, могут быть наблюдением неких неопознанных динозавроподобных существ. Кроме того, было проведено несколько экспедиций, целью которых был исключительно поиск мокеле-мбембе. Хотя несколько экспедиций сообщили о якобы «близких контактах» с существом, ни одна из них не смогла предоставить неопровержимых доказательств того, что оно существует. Единственным свидетельством того, что оно может или могло быть реальным, является существование большого количества местного фольклора на эту тему и отдельные сообщения, поступавшие на протяжении значительного периода времени.

## Экспедиции
Первые документированные сообщения от европейцев о мокеле-мбембе появились ещё тогда, когда Африка была практически не исследована ими, хотя тогда никакого названия существу, конечно, не давалось. В 1776 году появилась книга аббата Ливена Бонавентуры, французского миссионера, путешествовавшего в районе реки Конго. В числе многих других замечаний о флоре, фауне и коренных жителях в своей написанной весьма пространно книге Бонавентура утверждал, что видел огромные следы животного в этой местности. Существо, которое оставило отпечатки, он не видел, но Бонавентура писал, что по размеру оно должно быть просто огромным.
На протяжении XIX века специальных экспедиций по поиску существа не проводилось, однако сообщения о якобы произошедших его наблюдениях поступали. Например, известен рассказ некого миссионера Томаса, жившего в этих местах, датированный 1859 годом, в котором он говорит о больших существах, обитающих в местном озере: местные жители якобы даже охотятся на них и употребляют их мясо в пищу, но оно бывает ядовитым и после того, как его попробовать, можно умереть.
В 1909 году появился рассказ лейтенанта Пола Гратца, в котором, ссылаясь на легенды коренных жителей бассейна реки Конго в современной Замбии, он говорил о существе, известном аборигенам под названием «Nsanga», которое, как они говорили, живёт в озере Бангвеулу. Гратц описал существо как подобие завропода. Это одна из самых ранних попыток связать легенду о мокеле-мбембе с динозаврами. В своём сообщении Гратц также отметил, что жители острова Мбавала, с которыми он говорил на эту тему, рассказывали о существе неохотно. В том же 1909 году появляется и другое упоминание существа — о нём пишет в своей автобиографической книге известный охотник на крупную дичь Карл Хагенбек. Сам он не видел этого существа, но ссылался на слова нескольких известных натуралистов, которые якобы рассказывали ему о нём независимо друг от друга. Например, Ханс Шомбургк отмечал, что в озере Бангвеулу нет бегемотов, объясняя это существованием там огромного существа, которое их поедает. Именно после этого сообщения история о мокеле-мбембе стала маленькой сенсацией в средствах массовой информации. В 1910—1911 годах о существе писали многие газеты Европы и Америки; некоторые люди приняли эту историю за чистую монету, в то время как другие были настроены более скептично.
В 1913 году о мокеле-мбембе писал немецкий капитан барон фон Штейн, выполнявший по заданию своего правительства изучение германского Камеруна. Сам он также не видел существа, но якобы слышал от надёжных туземцев-проводников истории о гигантских рептилиях, живущих в джунглях. Они описывали ему существо как имеющее гладкую кожу коричневато-серого цвета, размером со слона или бегемота, с очень длинной и гибкой шеей и не то одним огромным клыком, не то рогом и длинной головой, похожей на крокодилью. Оно якобы нападает на каждого, кто подойдёт близко, но не питается мясом, а является травоядным животным. Штейну будто бы даже показывали следы существа у реки, но он честно пишет, что там было слишком много следов слонов, бегемотов и других животных, чтобы делать какие-то точные предположения.
Первая научная экспедиция, занимавшаяся поиском мокеле-мбембе, состоялась в 1919—1920 годах и была организована американским Смитсоновским институтом. В период с 1927 по 2011 годы состоялось как минимум 28 научных экспедиций, направленных на поиск существа, иногда — несколько за один год. Наиболее известными являются экспедиция 1976 года, возглавляемая Джеймсом Пауэллом, и экспедиция 1980 года, в которой к нему присоединился Рой Маккал. В первый раз Пауэлл показывал местным жителям изображения различных животных для опознания мокеле-мбембе, и они якобы опознали это животное, когда им был показан рисунок динозавра диплодока. В 1980 году исследователи снова опрашивали местных жителей, хотя и не смогли добраться до озера Теле, где, по слухам, обитает мокеле-мбембе. Описания различных респондентов якобы были почти однотипны: все они говорили о существе длиной от 5 до 9 м, с длинным хвостом, длинной шеей, змееподобной головой и телом, похожим на бегемота, что, по мнению исследователей, соответствовало описанию завропод.
После этих экспедиций последовали новые, однако ни одна из них не увенчалась успехом. Официальная наука, естественно, не признаёт существования мокеле-мбембе, а скептики рассматривают сообщения о нём либо как ошибочные наблюдения крупных животных (будь то слоны, носороги, крокодилы или даже питоны), либо как намеренно придуманные мифы о жутком чудовище, чтобы защитить свою территорию от внимания непрошеных гостей, напугав их (правда, в последнем случае эффект получается прямо противоположный).

## В криптозоологии
По словам научного писателя и криптозоолога Вилли Лея, несмотря на то, что существует достаточное количество анекдотических рассказов, предполагающих, «что большое и опасное животное скрывается в мелких водах и реках Центральной Африки», количество доказательств остаётся недостаточным для любых выводов, которые будут безусловно указывать на то, что мокеле-мбембе может существовать.
Согласно трудам биолога и криптозоолога Роя Maккала, который предпринял две неудачных экспедиции, чтобы найти мокеле-мбембе, маловероятно, что это существо — млекопитающее или земноводное: рептилия является единственным «правдоподобным» кандидатом на его роль. Из всех живущих сейчас рептилий, по утверждению Маккала, игуаны и вараны имеют ближайшее сходство с мокеле-мбембе; достигая, однако, от 15 до 30 футов (9,1 м) в длину [если верить сообщениям о его размерах], мокеле-мбембе значительно превышает размер любых известных живущих видов таких рептилий. Маккал считает, что описание мокеле-мбембе совпадает с описанием небольших динозавров-завропод.
Маккал также предполагает, что существование неоткрытых реликтовых завропод может быть правдоподобным на том основании, что существует большое количество нежилых и неизведанных территорий в регионе, где якобы обитает мокеле-мбембе, и на основании того, что другие крупные животные, обитающие в этом регионе, такие как слоны, живут на больших открытых полянах (так называемые «бай») точно так же, как и в густой лесистой местности.